# Kirkoswald
Kirkoswald – wieś i civil parish w Anglii, w Kumbrii, w dystrykcie (unitary authority) Westmorland and Furness. Leży 22 km na południowy wschód od miasta Carlisle i 401 km na północny zachód od Londynu. W 2011 roku civil parish liczyła 901 mieszkańców.